# Rufius Antonius Agrypnius Volusianus
Pour les articles homonymes, voir Volusianus.
Rufius Antonius Agrypnius Volusianus (né en 370 à Rome - mort 6 janvier 437, à Constantinople) est un proconsul d'Afrique (413/4), préfet du prétoire d'Italie, préfet urbain de Rome (417-418) puis de Constantinople, grand dignitaire de l'empire romain tardif, païen qui fut un célèbre correspondant de Saint Augustin.

## Famille
Rufius Antonius est le fils de Ceionius Rufius Albinus (345 - 391). Sa famille, dont un palais subsiste à Ostie, a déjà été honorée de plusieurs prétures urbaines et préfectures du prétoire (Ceionius Rufius Volusianus Lampadius, praefectus praetorii, 355 et praefectus urbis, 365/6), à sa naissance, ainsi que de nombreux consulats dès le Haut-Empire (35, 73, 101). En outre l'empereur Lucius Verus (130-169), co-auguste de Marc Aurèle et dont Ceionius était le nom gentilice, était l'un de ses prestigieux ancêtres.
Il a une sœur nommée Ceionia Albina, femme de Valerius Poplicola, fils de Valerius Maximus Basilius et de sa femme Sainte Mélanie l'Ancienne.
En 415, lui naît une fille, Volusiana. Celle-ci épouse comme sa deuxième femme le sénateur et futur empereur Pétrone Maxime.

## Biographie
D'abord questeur, en 408, il est comes rerum privatorum, c'est-à-dire, ministre des finances personnelles de l'empereur Honorius.
En 412/3 il est mis à la tête des légions chargées de conquérir l'Afrique aux mains d'un usurpateur qui s'est proclamé Auguste et empereur des Romains, le comes Africae Héraclien. Rufius Antonius Agrypnius s'acquitte de sa mission avec succès et reçoit de Rome le titre de proconsul d'Afrique, gouverneur de l'Afrique romaine, avec Carthage comme capitale (412/3). Païen, il entretient une correspondance fameuse et fournie avec Augustin d'Hippone.
Il est aussi connu pour être l'ami du poète Rutilius Namatianus. Dans une lettre, Rufius Antonius attribue le déclin de l'Empire à sa christianisation. Rentré d'Afrique, il est peut-être nommé préfet du prétoire d'Italie. Refusant le baptême, il écrit à Augustin pour lui faire part de ses raisons. Cet épisode est narré dans La Cité de Dieu.
Il est préteur urbain de Rome pour l'année 416-417, date à laquelle il négocie un mariage pour la famille impériale, et préfet de l'urbe de Rome en 417-418. Dans les années qui suivent, Rufius Antonius est à nouveau préfet urbain, mais de Constantinople cette fois. Peu de temps avant sa mort, il embrasse finalement la religion chrétienne. Sa conversion tardive est assurément le fait de sa femme et de sa nièce Mélania, chrétiennes. Il a été baptisé sur son lit de mort en 436.